# Ынха-2
«Ынха-2» (кор. 은하 3호?, 銀河二號? — «Млечный путь-2»)) — северокорейская ракета-носитель, является гражданской версией МБР «Тэпходон-2».
Первый запуск осуществлён 5 апреля 2009 года в 11:30:15 по местному времени (02:30:15 UTC; по сообщению ЦТАК пуск произведён в 11:20) с полигона Мусудан-ни. Ракета должна была вывести на орбиту спутник связи «Кванмёнсон-2». По утверждению властей КНДР вывод спутника на орбиту прошёл удачно. В официальном сообщении сообщается, что спутник был выведен на эллиптическую орбиту с наклонением 40,6°, перигеем 490 км и апогеем 1426 км. Заявленный период обращения составляет 104 минуты 12 секунд.
В свою очередь США и Южная Корея эту информацию опровергли.
По данным японских и американских источников, ракета стартовала в 11:30:15 с азимутом пуска 90,5°. В 11:37 зафиксировано падение первой ступени РН в 540 км от места старта, а в 11:46 вторая ступень упала в 3850 км от места старта. По сообщению К. Ково, авария произошла по причине того, что третья ступень не отделилась от второй и не запустилась.

Запуск РН «Ынха-2» с ИСЗ «Кванмёнсон-2»
Почтовая марка КНДР по случаю запуска РН «Ынха-2» с ИСЗ «Кванмёнсон-2»
Почтовая марка КНДР по случаю запуска РН «Ынха-2» с ИСЗ «Кванмёнсон-2»